# Manuel López Vázquez
Manuel López Vázquez (Granada, 7 de abril de 1920 - 3 de octubre de 2004) pintor y restaurador granadino de la escuela de Rafael Latorre.

## Biografía
Nació en Granada, el 7 de abril de 1920. Murió en esta misma ciudad el 3 de octubre de 2004.
En el taller múltiple y variopinto del pintor y restaurador, Rafael Latorre, de la Carrera de Darro, aprendió las técnicas y oficios de pintor y restaurador. En el estudio del maestro se fraguó no solo su vocación artística, sino también sus desvelos por la ciudad y su patrimonio. Y tuvo además la oportunidad de escuchar y admirar a grandes personajes de la época relacionados con el mundo del arte, como  Fernando de los Ríos, Manuel Gómez Moreno, Emilio Orozco Díaz, Natalio Rivas o José María López Mezquita.
En la Escuela de Artes y Oficios, con Joaquín Capulino, estudió y practicó el dibujo, obteniendo los títulos de pintor y restaurador.
Durante el comienzo de su carrera, se dedica al análisis de la pintura de los maestros "primitivos flamencos" del siglo XV tales como Van der Weyden, Bouts y Memling y reproduce las tablas existentes en la Capilla Real de Granada y la tabla de la Virgen de la Rosa, de Gerard Daviden la Abadía del Sacro Monte.
Con esta experiencia toma la decisión de dedicarse a la restauración, para con ello lograr una sólida formación entrando en contacto directo con las antiguas pinturas. Estudia el Barroco, especialmente la escuela granadina de pintura de Alonso Cano, de la mano del profesor Orozco Díaz.
Concurrió a varias exposiciones colectivas y se presentó individualmente en la Casa de América de Granada en 1957. Ha hecho restauraciones en el Museo Provincial de Bellas Artes de Granada y en varias colecciones españolas.

## Exposiciones
- En abril de 1957, en la Casa de América, expuso una réplica del “Tríptico de la Pasión”, obra de Dietric Bouts.

- En 1977 expuso en la Caja General de Ahorros de Granada, bajo el título “El Políptico de Granada”, una colección de tablitas pintadas al óleo con paisajes granadinos.

- En noviembre y diciembre de 1977, expone diversas obras de ambiente urbano de Barcelona, en la Caja de Ahorros Sagrada Familia, Barcelona.

- En 1980 expuso en la sala de exposiciones del Museo de la Casa de los Tiros 26 óleos sobre tabla con el tema común del camino de San Juan de Dios en Granada.[1] El conjunto completo de esta obra se encuentra actualmente expuesto de forma permanente en el Museo Casa de los Pisa, Sala López Vázquez. En el mismo año 1980, con motivo de esta exposición el Ministerio de Cultura y en su nombre el director general del Patrimonio Artístico, Archivos y Museos, tuvo a bien concederle el Premio a las Artes Plásticas.
- En los años 1980 y 1981 participa en las exposiciones colectivas “Artistas actuales granadinos” y “Los artistas granadinos en homenaje a Picasso”.

- En junio de 1983 realizó una exposición singular en la Caja General de Ahorros de Granada, Plaza de Villamena: un solo cuadro: “Fray Leopoldo de Alpandeire visto por M. López Vázquez”.

- En 1989 expuso "Granada mística y urbana", donde los altares, patios, claustros y coros de los conventos de Granada, convivían con las calles, los rincones, las terrazas, los bares y las lluvias de Granada.
- En marzo de 1991 expone “Pinturas y Dibujos” en la Galería de Exposiciones de Banco de Granada, un conjunto de veinticuatro pinturas y una serie de once dibujos denominada “Granada en la Historia”.

- En 1993 expuso "Pinceladas evocadoras de Granada" en el Hospital Real de Granada.

- En 1995 en el Palacio de Bibataubín, expuso "Corpus, toros y Granada", en la que representaba el mundo del toreo, la Tarasca, el Corpus, los altares y la procesión del Corpus Christie.
- En septiembre de 1995 participa en la exposición “Colección de Arte del Patrimonio Artístico”, Caja General de Ahorros de Granada
- En septiembre / octubre de 1996, participa en la exposición “El Darro y su entorno”, celebrada en la Galería Jesús Puerto.

- En 1998 expuso en la Sala de Caja Granada en la Acera del Casino la exposición Albayzín, Crisol de Arte,[2] con más de doscientas obras reflejando este barrio universal.
- En octubre de 1999, participa en la exposición “Pintores y Escultores de las Academias de Bellas Artes de Andalucía”, celebrada en la Sala de Arte de la Caja de San Fernando, en Sevilla, patrocinada por el Instituto de Academias de Andalucía.

- En marzo / abril de 2001, expone en la Sala Temporal del Archivo - Museo Casa de los Pisa, Orden Hospitalaria de San Juan de Dios, un conjunto de óleos que recogen bellos paisajes de Granada, Albayzín, Carrera del Darro y la Alhambra. Además muestra una serie de tablas doradas inspiradas en la escuela flamenca, de Vírgenes orantes y con Niño, que se articulan en torno a la Virgen de la Angustias, patrona de Granada. Y como obra estrella de la muestra, un retrato de San Juan de Dios, que Manuel López Vázquez donó a la Orden Hospitalaria.
- En junio de 2002 forma parte de la exposición “Ayer y hoy – Obras maestras”, celebrada en Córdoba, en la Sala de Exposiciones Museísticas Cajasur, con la obra “Virgen con Niño”.

- En 2003 volvió a exponer en la Sala de la Caja Granada 52 temas sobre el agua y Granada.[3]
- De mayo a noviembre de 2004, la tabla “La Inmaculada” estuvo expuesta en la Catedral de Sevilla, en la muestra “Inmaculada, 150 años de la proclamación del Dogma”,